# Seminario vescovile di Treviso
Il Seminario vescovile è l'istituzione della diocesi di Treviso in cui vengono formati i futuri presbiteri per il servizio pastorale della stessa diocesi. È composto da due realtà: il Seminario minore (formato dalla Comunità Ragazzi e dalla Comunità Giovanile) e il Seminario maggiore (che comprende la Comunità Teologica e la Comunità Vocazionale). La strutturazione del Seminario in quattro comunità formative risale al 1975.
Dall'8 settembre 2021 è retto da don Luca Pizzato.

## Storia
Il Seminario fu istituito, secondo quanto stabilito dai canoni del Concilio di Trento, l'11 novembre 1566 dal vescovo, e padre conciliare, Giorgio Corner. Il 7 dicembre successivo ne pubblicò gli statuti, definiti  Regole Cornelie dal nome della famiglia del Vescovo, con la bolla In Coena Domini.
Tra il 1875 e il 1884 fu padre spirituale in Seminario il canonico Giuseppe Sarto, che divenne in seguito papa col nome di Pio X.

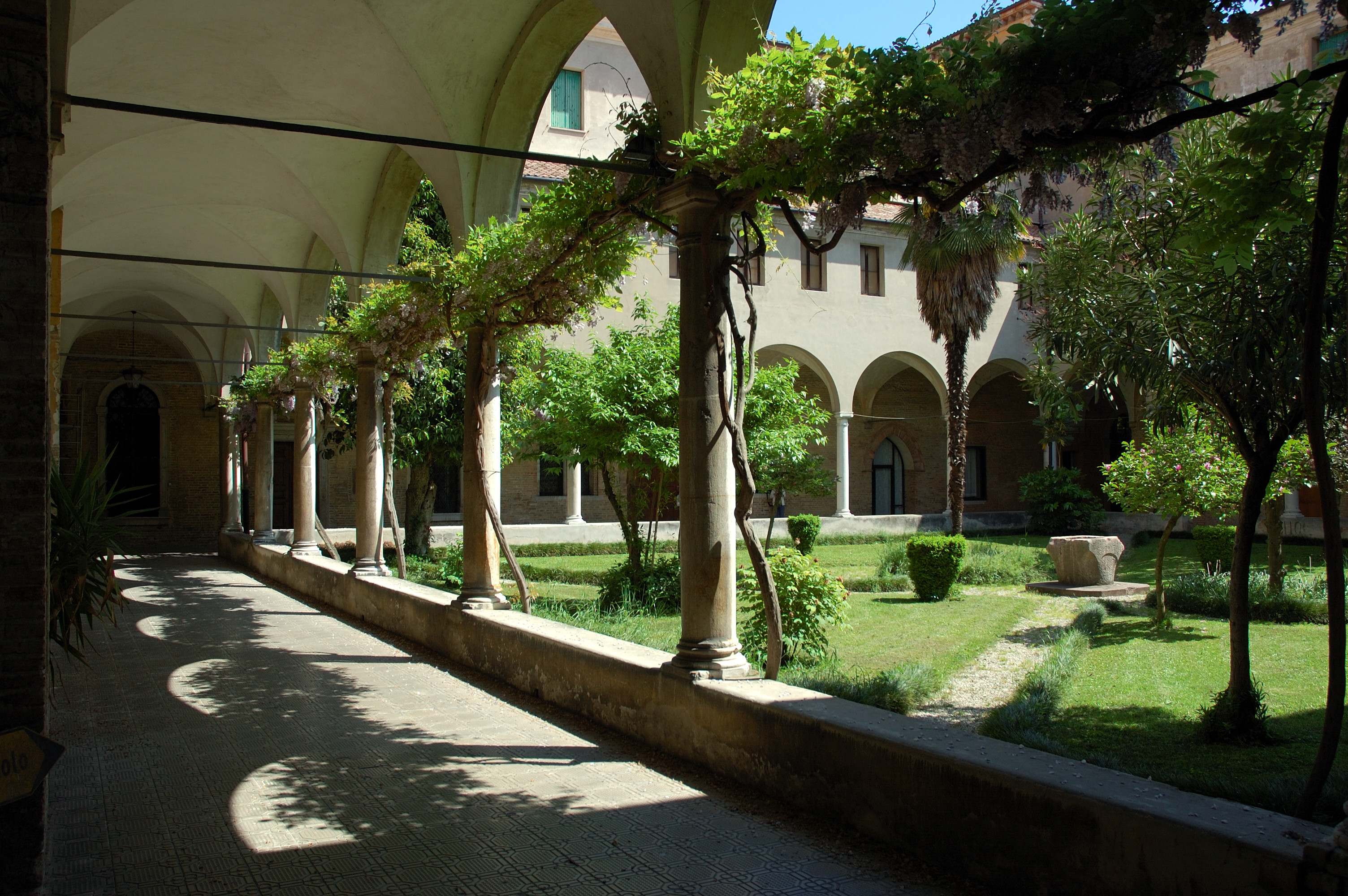
Il chiostro del seminario vescovile.

Negli anni immediatamente successivi al Concilio Vaticano II l'istituzione attraversò un periodo di grave crisi: la maggior parte dei seminaristi lasciò il Seminario. Dal 1975 le attività del Seminario Maggiore si trasferirono in una villa in Campocroce di Mogliano Veneto. La crisi venne superata in circa un decennio; questo passaggio fu segnato con il ritorno della Comunità Teologica a Treviso e l'ingresso della Comunità Vocazionale negli ambienti del Seminario (era nata e vissuta per i primi 10 anni presso la canonica di santa Bona di Treviso).
Per rispondere alla necessità di riorganizzare la formazione teologica dei candidati al Sacerdozio ministeriale disposta dal Concilio Vaticano II (cf. decreto Optatamtotius, nn. 13-18) si costituì, nel 1970, lo Studio Teologico Interdiocesano di Treviso - Vittorio Veneto. Lo studio Teologico si affiliò alla Facoltà Teologica dell'Italia Settentrionale fino al 15 marzo 2006, quando aderì all'affiliazione della Facoltà Teologica del Triveneto.
Il Seminario ospita le lezioni dell'Istituto superiore di scienze religiose Giovanni Paolo I (ISSR) per le diocesi di Treviso, Vittorio Veneto e Belluno-Feltre.

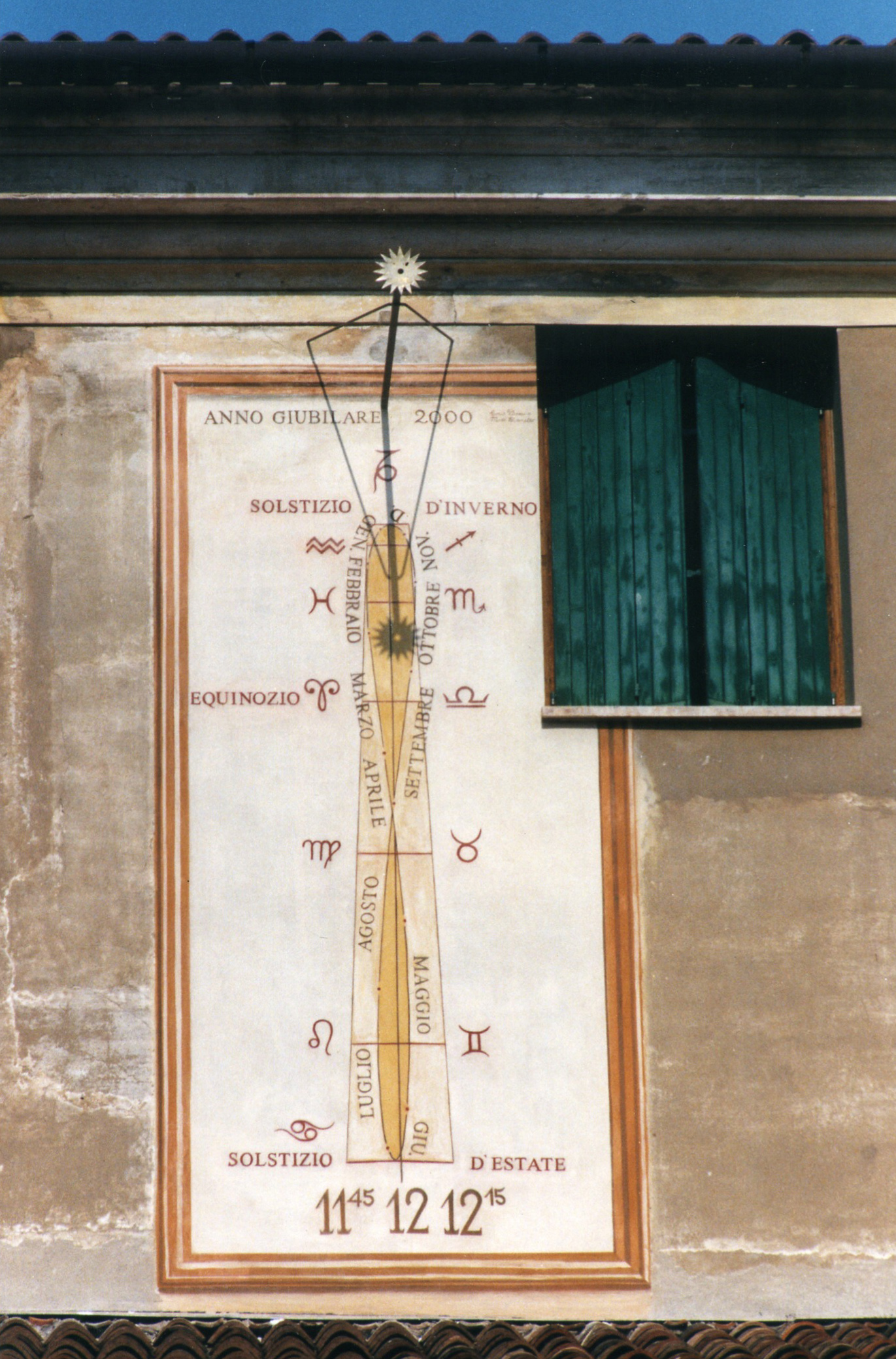
Meridiana che segna il mezzogiorno Medio e Vero tracciata sulla parete sud del secondo chiostro del Seminario Vescovile.
Realizzata ex novo a partire dal 1998, per l'Anno Santo del 2000, sulle tracce di una precedente meridiana preesistente disegnata probabilmente nella seconda metà dell'800.

Inizialmente il seminario trovò posto presso le canoniche della Cattedrale. Nel 1840 il vescovo Sebastiano Soldati acquistò l'ex convento dei Domenicani, accanto alla grande chiesa di San Nicolò, per farne lì la nuova sede, che mantiene tuttora, dopo successivi ampliamenti e adattamenti, eseguiti specie nel XX secolo.
Dal punto di vista artistico, senz'altro degna di nota è la Sala del capitolo dei Domenicani, dove lungo tutto il perimetro trova posto un altro vasto affresco di Tomaso Modena (1352).
Da ricordare i particolari raffiguranti Ugo di Saint-Cher e Nicolò di Rouen, ritenute le prime opere pittoriche al mondo a riportare rispettivamente degli occhiali e una lente d'ingrandimento.

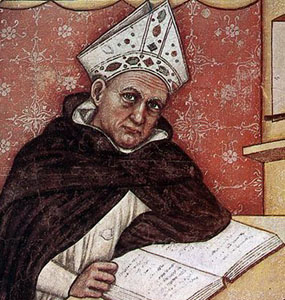
Tomaso da Modena, Alberto Magno.
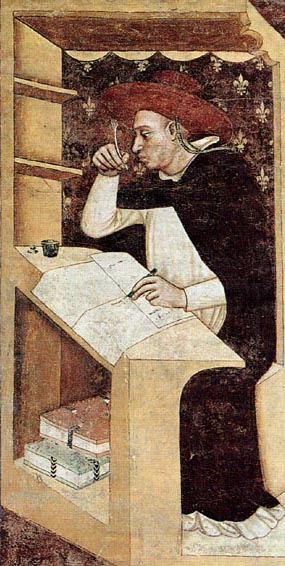
Tomaso da Modena, Ugo di Billon.
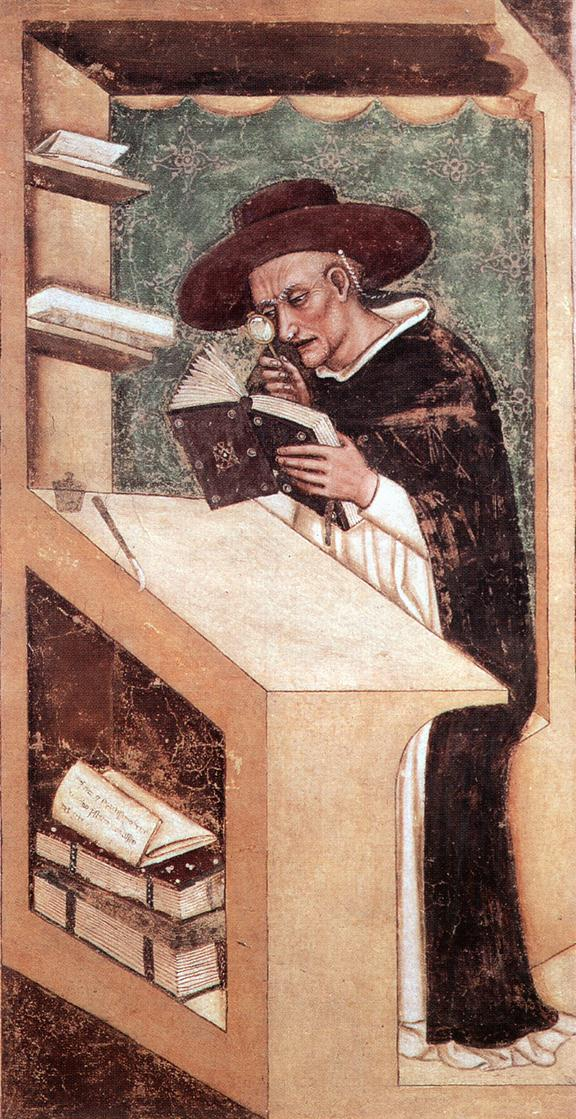
Tomaso da Modena, Cardinale di Rouen; nell'opera compare, per la prima volta nella storia dell'arte, una lente d'ingrandimento.
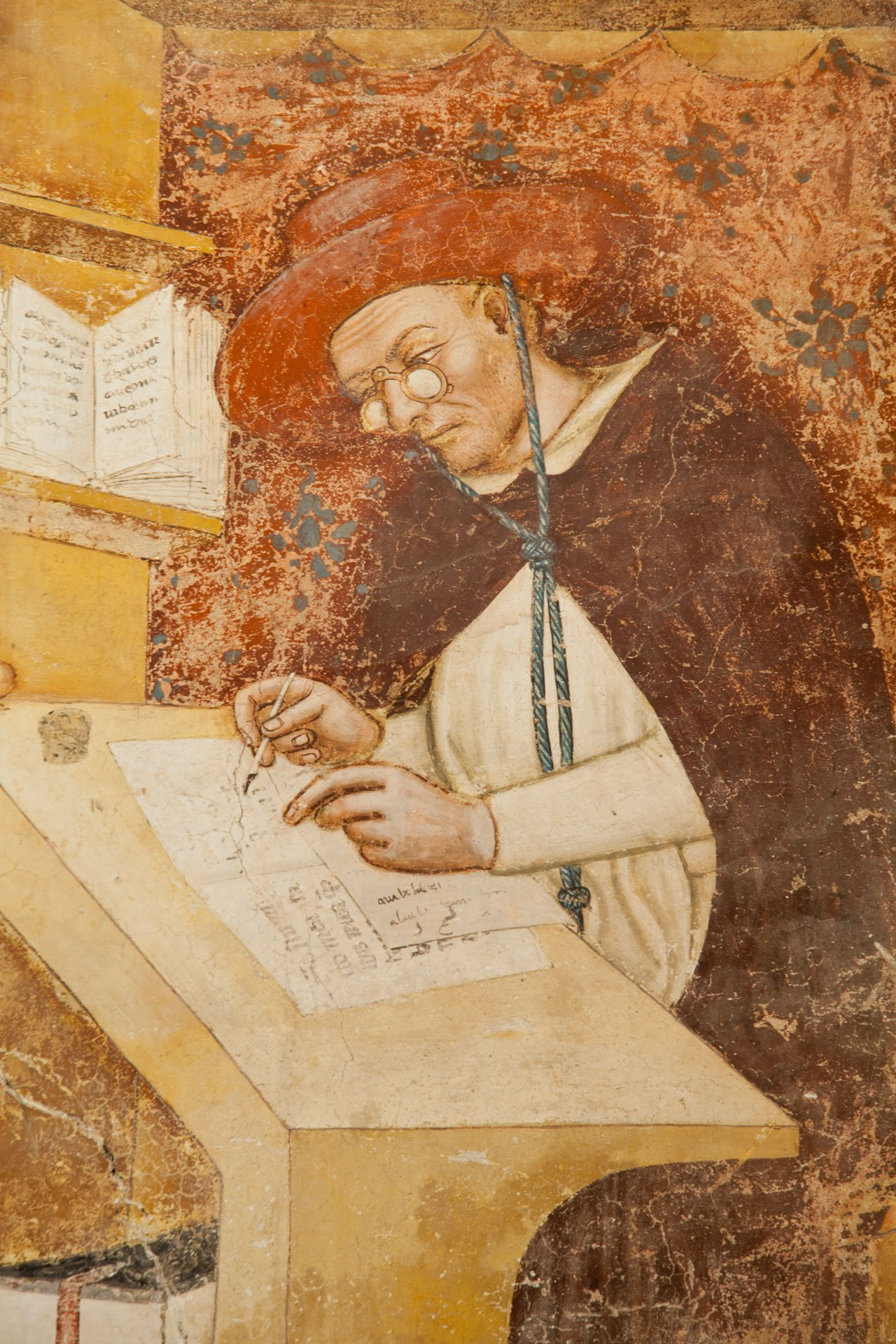
Tomaso da Modena, Ugo di Saint-Cher, prima raffigurazione degli occhiali da vista.

## Biblioteca
Fondata nel XVIII secolo, è aperta al pubblico dal 1968. A partire dal 1997 il catalogo è stato completamente informatizzato.

### Patrimonio
La biblioteca è fornita di:
- Fondo librario: circa 250.000 opere, con un fondo antico (fino al 1800) di 10.000 opere.
- Periodici: 2350, di cui 250 correnti.
- Fondo iconografico:
- fototeca: 80.000 pezzi in catalogazione,
  - cartoteca,
  - stampe sciolte,
  - disegni: alcune migliaia in catalogazione,
  - 40.000 cartoline illustrate,
  - 15.000 santini,
  - 3500 luttini,
  - 3500 epigrafi.
- Mediateca: dischi in vinile: oltre un migliaio; CD alcune centinaia; videocassette 250

## Musei
Attualmente chiusi al pubblico, poiché in fase di restauro, sono visitabili solo da studiosi e previa prenotazione.
Essi contengono:
- Collezioni zoologiche (G. Scarpa)
- Collezione di strumenti scientifici antichi
- Collezione etnografica (A. Campagner)
- Collezione antropologica (D. Grossa), su diocesitv.it (archiviato dall'url originale il 29 novembre 2014).

nonché le sezioni speciali: Audioteca, Microfilmoteca, Fototeca e Cineteca.

## Rettori
Fonte
- Mons. Giovanni Maria Pellizzari † (1897 - 1905), nominato nel 1905 vescovo di Piacenza
- Mons. Giuseppe Trabuchelli-Onisto † (1905 - 1924)
- Mons. Carlo Agostini † (1925 - 1932), nominato nel 1932 vescovo di Padova e dal 1949 patriarca di Venezia
- Mons. Vittorio D'Alessi † (1932 - 1944), nominato nel 1944 amministratore apostolico di Concordia e dal 1945 vescovo di Concordia
- Servo di Dio Mons. Giuseppe Carraro † (1944 - 1954), nominato nel 1952 vescovo ausiliare di Treviso, dal 1956 vescovo di Vittorio Veneto e dal 1958 vescovo di Verona
- Mons. Mariano Fantuzzo † (1954 - 1964)
- Mons. Guido Santalucia † (1964 - 1970)
- Mons. Mario Carraro † (1971 - 1974)
- Mons. Severo Dalle Fratte (1974 - 1975)
- Mons. Severo Dalle Fratte (1975 - 1983), rettore del Seminario Minore e legale rappresentante del Seminario Maggiore
- Mons. Cleto Bedin (1975 - 1990), rettore del Seminario Maggiore
- Mons. Antonio Dal Bo (1983 - 1990), pro-rettore del Seminario Minore e legale rappresentante del Seminario Maggiore
- Mons. Cleto Bedin (1990 - 1994), rettore di entrambi i Seminari
- Mons. Andrea Bruno Mazzocato (1994 - 2000), nominato nel 2000 vescovo di Adria-Rovigo, dal 2003 vescovo di Treviso e dal 2009 arcivescovo di Udine
- Mons. Adriano Cevolotto (2000 - 2005), nominato nel 2020 vescovo di Piacenza-Bobbio e abate di San Colombano
- Mons. Paolo Carnio (2005 - 2013)
- Don Pierluigi Guidolin † (2013 - 2018)
- Mons. Giuliano Brugnotto (2018 - 2021), nominato nel 2022 vescovo di Vicenza
- Don Luca Pizzato (2021 - in carica)